# Френд Ричардсон
Френд Вилијам Ричардсон (енгл. Friend William Richardson, рођен као Вилијам Ричардсон енгл. William Richardson; 1. децембар 1865 — 6. септембар, 1943) је био амерички новински издавач и политичар, најпознатији по својој подршци закону о контроли оружја из 1923, усмереној према кинеској и латино популацији. Био је члан Прогресивне партије а касније Републиканске партије. Био је на дужности шефа Државног трезора Калифорније од 1915. до 1923, а недуго потом је изабран за 25. гувернера Калифорније, што је дужност коју је обављао од 1923. до 1927. Ричардсонов гувернерски мандат је био обележен оштрим поништавањем политика претходних администрација и укидањем многих прогресивних реформи које су спровели претходни гувернери, Хајрам Џонсон и Вилијам Стивенс.